# Larvik HK
Larvik Håndballklubb je ženski rukometni klub iz Larvika, Norveška. Klub se natječe u prvoj norveškoj ligi za žene, a naslov norveškog prvaka su osvojili trinaest puta.

## Uspjesi
- norveška liga 93./94., 96./97., 99./00., 00./01., 01./02., 02./03., 04./05., 05./06., 06./07., 07./08., 08./09., 09./10., 10./11., 11./12., 12./13., 13./14.
- norveški kup 95./96., 97./98., 99./00., 02./03., 03./04., 04./05., 05./06., 06./07., 08./09., 09./10., 10./11., 11./12.

- - Kup europskih prvakinja 10./11.
  - Kup pobjednica kupova: 04./05., 07./08.

## Vanjske poveznice
- Službena stranica kluba